# NGC 1292
NGC 1292 è una galassia a spirale situata nella costellazione della Fornace, a una distanza di circa 60 milioni di anni luce dalla nostra Via Lattea.

## Scoperta
La galassia è stata scoperta nel 1885 dall'astronomo statunitense Edward Barnard.

## Descrizione
NGC 1292 ha una classe di luminosità III e presenta una larga riga a 21 cm dell'idrogeno neutro.
Nella galassia sono presenti anche regioni di idrogeno ionizzato.